# Jeremy Bates

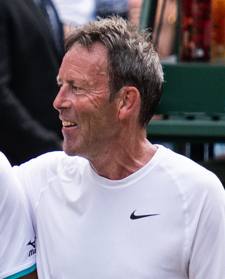
Foto de Jeremy Bates

Michael Jeremy Bates (Solihull, 19 de Junho de 1962) é um ex-tenista profissional inglês.

## Grand Slam finais

### Duplas: 1 (1 vice)
| Posição | Ano     | Campeonato      | Piso | Parceiro       | Oponentes           | Placar        |
| Vice    | [1988]] | Australian Open | Hard | Peter Lundgren | Rick Leach Jim Pugh | 3–6, 2–6, 3–6 |

### Duplas Mistas: 2 (2 títulos)
| Posição | Ano  | Campeonato      | Piso  | Parceira | Oponentes                    | Placar        |
| Campeão | 1987 | Wimbledon       | Grama | Jo Durie | Nicole Bradtke Darren Cahill | 7–6(10), 6–3  |
| Campeão | 1991 | Australian Open | Duro  | Jo Durie | Robin White Scott Davis      | 2–6, 6–4, 6–4 |

## ATP finais

### Simples: 1 (1 título)
| Legenda                                                   |
| Grand Slam (0–0)                                          |
| Year-End Championships (0–0)                              |
| Grand Slam Cup (0–0)                                      |
| Super 9 / ATP Masters Series (0–0)                        |
| ATP Championship Series / International Series Gold (0–0) |
| ATP Tour (1–0)                                            |

| Títulos por Piso |
| Duro (1–0)       |
| Saibro (0–0)     |
| Grama (0–0)      |
| Carpete (0–0)    |

| Títulos por Local |
| Outdoors (1–0)    |
| Indoors (0–0)     |

| Posição | N. | Data          | Torneio             | Piso | Oponente          | Placar           |
| Campeão | 1. | 24 Abril 1994 | Seul, Coréia do Sul | Duro | Joern Renzenbrink | 6–4, 6–7(5), 6–3 |

### Duplas: 3 finais (3)
| Legenda                                                   |
| Grand Slam (0–0)                                          |
| Year-End Championships (0–0)                              |
| Grand Slam Cup (0–0)                                      |
| Super 9 / ATP Masters Series (0–0)                        |
| ATP Championship Series / International Series Gold (0–0) |
| ATP Tour (3–0)                                            |

| Títulos por Piso |
| Duro (1–0)       |
| Saibro (0–0)     |
| Grama (1–0)      |
| Carpete (1–0)    |

| Títulos por Local |
| Outdoors (1–0)    |
| Indoors (0–0)     |

| Posição | N. | Data              | Torneio            | Piso    | Parceiro       | Oponente                    | Placar        |
| Campeão | 1. | 22 Outubro 1989   | Tel-Aviv, Israel   | Duro    | Patrick Baur   | Rikard Bergh Per Henricsson | 6–1, 4–6, 6–1 |
| Campeão | 2. | 17 Junho 1990     | London, Inglaterra | Grama   | Kevin Curren   | Henri Leconte Ivan Lendl    | 6–2, 7–6      |
| Campeão | 3. | 27 Fevereiro 1994 | Rotterdam, Holanda | Carpete | Jonas Björkman | Jacco Eltingh Paul Haarhuis | 6–4, 6–1      |